# Campeonato Maranhense de Futebol de 1982
O Campeonato Maranhense de Futebol de 1982 foi a 61º edição da divisão principal do campeonato estadual do Maranhão. O campeão foi o Moto Club que conquistou seu 17º título na história da competição. O artilheiro do campeonato foi Gil Lima, jogador do Moto Club, com 15 gols marcados.

## Premiação
| Campeonato Maranhense de 1982  |
| São Luís                       |
| ------------------------------ |
| Moto Club Campeão (17º título) |